# Jim Henson Idea Man
Jim Henson Idea Man is een Amerikaanse documentaire uit 2024, geregisseerd door Ron Howard, over poppenspeler Jim Henson.

## Inhoud
De film volgt het leven van Henson, vanaf de beginjaren van zijn carrière tot de creatie van werken als The Muppet Show, Sesame Street en The Dark Crystal, en concentreert zich ook op zijn creatieve en romantische samenwerking met zijn vrouw Jane Henson. De film bevat interviews met de familieleden en medewerkers van Jim Henson, waaronder Frank Oz.

## Release
De film ging op 18 mei 2024 in première op het 77ste filmfestival van Cannes in de Cannes Classics-sectie. Op 31 mei 2024 ging de documentaire wereldwijd in première op Disney+.

## Ontvangst
De film ontving positieve recensies van critici. Op Rotten Tomatoes heeft Jim Henson Idea Man een waarde van 100% en een gemiddelde score van 7,40/10, gebaseerd op 50 recensies. Op Metacritic heeft de film een gemiddelde score van 69/100, gebaseerd op 13 recensies.

## Prijzen en nominaties
| Jaar | Prijs                   | Categorie  | Genomineerde(n) | Uitslag     |
| ---- | ----------------------- | ---------- | --------------- | ----------- |
| 2024 | Filmfestival van Cannes | L'Œil d'or | Ron Howard      | Genomineerd |